# Sagem MC922
Sagem MC922 — двухдиапазонный мобильный телефон фирмы Sagem.
Производился в 1999 году.
Относится к бюджетным телефонным аппаратам.

## Технические характеристики
| Общие характеристики                        | Общие характеристики                                   |
| ------------------------------------------- | ------------------------------------------------------ |
| Варианты цвета корпуса                      | жёлтый, чёрный и тёмно-синий.                          |
| Звонки                                      |                                                        |
| мелодии                                     | 40 вшитых мелодий                                      |
| Виброзвонок                                 | есть                                                   |
| Сообщения                                   |                                                        |
| Дополнительные функции SMS                  | ввод текста со словарём                                |
| MMS                                         | нет                                                    |
| Другие функции                              |                                                        |
| Громкая связь                               | есть                                                   |
| Автодозвон                                  | есть                                                   |
| Обмен между SIM-картой и внутренней памятью | нет                                                    |
| Органайзер                                  | будильник, таймер, калькулятор, конвертор валют        |
| программируемые кнопки                      | три                                                    |
| Экран                                       |                                                        |
| Тип экрана                                  | LCD графический                                        |
| Подсветка                                   | зелёная                                                |
| Размер изображения                          | 2 строки х 12 символов + 2 строки мнемонических знаков |
| Русификация                                 | нет                                                    |
| Питание                                     |                                                        |
| Тип аккумулятора                            | Ni-Mh                                                  |
| Ёмкость аккумулятора                        | 500 мАч                                                |
| Время разговора                             | 3:00 ч: мин                                            |
| Время ожидания                              | 130:00 ч: мин                                          |

## Меню
Навигация по меню осуществляется стрелками джойстика или цифрами соответствующими номеру пункта меню

## Скрытые возможности
При нажатии на клавишу «*» (в некоторых моделях при длительном нажатии) вы попадаете в скрытое меню, где можно узнать идентификационный номер телефона, напряжение в аккумуляторе или провести тест телефонного аппарата. Из этого меню можно активировать Net Monitor введя определённую комбинацию кодов, а также попасть в инженерное меню.